# Diên Bình, Nam Bình
Diên Bình (chữ Hán giản thể: 延平区, âm Hán Việt: Diên Bình khu) là một quận của địa cấp thị Nam Bình, tỉnh Phúc Kiến, Cộng hòa Nhân dân Trung Hoa. Quận Duyên Bình có diện tích 2.660 km², dân số 490.000 người, mã số bưu chính 353000. Quận Duyên Bình được chia thành 6 nhai đạo, 13 trấn và 2 hương.
- Nhai đạo biện sự xứ: Mai Sơn, Hoàng Đôn, Sài Vân, Tứ Hạc, Thủy Nam, Thủy Đông.
- Trấn: Lai Đan, Chương Hồ, Hạ Đạo, Tây Cần, Hạp Dương, Đại Hoàng, Nam Sơn, Dương Hậu, Tháp Tiền, Vương Đài, Mang Đãng, Thái Bình, Lô Hạ.

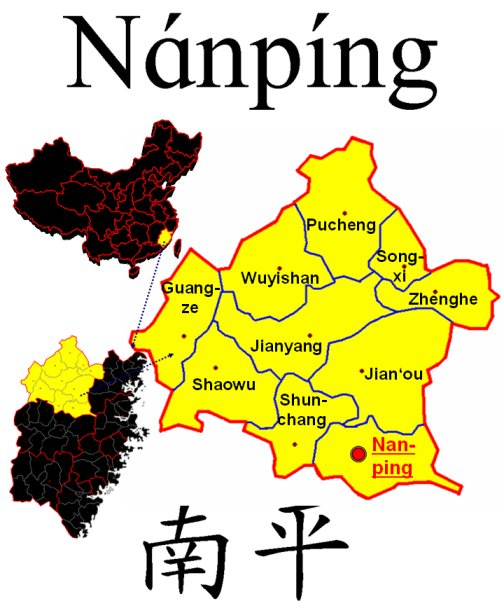
Duyên Bình trong vùng Nam Bình

- Hương: Cự Khẩu, Xích Môn.